# Podmoky (Boemia centrale)
Podmoky è un comune della Repubblica Ceca facente parte del distretto di Nymburk, in Boemia Centrale.